# تئوخه
تئوخه (به هلندی: Teuge) یک منطقهٔ مسکونی در هلند است که در فورست واقع شده‌است. تئوخه ۸۰۰ نفر جمعیت دارد.